# اوگوست ژیرو
اوگوست ژیرو (انگلیسی: Auguste Giroux; ۲۹ ژوئیهٔ ۱۸۷۴ – ۹ اوت ۱۹۵۳) بازیکن راگبی ۱۵ نفره اهل فرانسه بود.